# Erste Bank
Erste Bank este o bancă austriacă, ce are sediul la Viena.
În iulie 2008, Erste Bank avea 53.633 de angajați si era unul dintre cei mai mari furnizori de servicii financiare din Europa Centrală, având peste 16 milioane de clienți în aproape 3.000 de unități situate în 8 țări (Austria, Republica Cehă, Slovacia, România, Ungaria, Croația, Serbia și Ucraina).
La data de 31 martie 2008, totalul activelor băncii era de 204,5 milarde de euro.
Erste Bank se tranzacționează pe Bursa de la Viena, având simbolul EBS.
Active:
- 2009: 201,7 miliarde euro[2]

Venit net:
- 2008: 0,8 miliarde euro[3]
- 2007: 1,1 miliarde euro[4]

## Erste Bank în România
În luna decembrie a anului 2005, Erste Bank a preluat un pachet de 61,8825% din acțiunile Banca Comercială Română (cea mai mare instituție bancară din România) contra sumei de 3,75 miliarde Euro.